# Decatur (Alabama)
Decatur város az USA Alabama államában, Morgan megyében, melynek megyeszékhelye is. Lakosainak száma 57 938 fő (2020. április 1.).

## Népesség
A település népességének változása:
| Lakosok száma | 55 683 | 55 816 | 57 938 |
|               | 2010   | 2013   | 2020   |